# Ян Чі Ін
Ян Чі Ін (кор.: хангиль: 양지인; 20 травня 2003, Намвон, Південна Корея) — південнокорейська стрільчиня, олімпійська чемпіонка 2024 року.

## Виступи на Олімпіадах
| Олімпіада  | Дисципліна          | Місце |
| ---------- | ------------------- | ----- |
| Париж 2024 | пістолет, 25 метрів | 1     |

## Зовнішні посилання
- Ян Чі Ін на сайті ISSF (англійська)
- Ян Чі Ін на сайті Olympics.com (англійська)